# Claudio Sardo
Claudio Sardo (Faenza, 12 novembre 1958) è un giornalista e scrittore italiano.

## Biografia
Ha iniziato la professione giornalistica a Paese Sera. È stato direttore del settimanale delle ACLI Azione Sociale, poi cronista parlamentare dell'agenzia ASCA e de Il Mattino di Napoli, testata nella quale ha lavorato per 17 anni. Dal 2006 al 2011 ha ricoperto l'incarico di segretario dell'Associazione stampa parlamentare. Nel 2008 è diventato notista politico de Il Messaggero di Roma.
Dal 7 luglio 2011 al 16 ottobre 2013 è stato direttore de l'Unità, succedendo a Concita De Gregorio.
Dall'aprile 2015 lavora presso l'ufficio di segreteria del Presidente della Repubblica con compiti di studi e ricerche.

## Opere
- Claudio Sardo, Miguel Gotor, Per una buona ragione, Laterza, 2011
- Claudio Sardo, Domenico Rosati, Giuseppe Vacca, L'anima della sinistra (sullo scambio di lettere tra Berlinguer e Bettazzi), Editori Internazionali Riuniti, 2014
- Claudio Sardo, Luciano Tavazza, Gian Paolo Manganozzi, Francesco Pionati, Stefano De Martis, Guida al volontariato italiano, Sei, 1990
- a cura di Claudio Sardo, Cristiani di frontiera - scritti in onore di Domenico Rosati, Edizioni Diabasis, 2019
- Claudio Sardo, Carlo Felice Casula, Mimmo Lucà, Da credenti nella sinistra - Storia dei Cristiano sociali 1993-2017, Il Mulino, 2019
- a cura di Claudio Sardo, David Sassoli - La saggezza e l'audacia, Feltrinelli, 2023
- a cura di Claudio Sardo, Sfidare il realismo - Politica dei cristiani e radicalità evangelica, Marietti1820, 2024

| Controllo di autorità | SBN CFIV113678 |